# Georges Picquart
Marie-Georges Picquart (Strasburgo, 6 settembre 1854 – Amiens, 19 gennaio 1914) è stato un militare e politico francese.

## Biografia
Marie Georges Picquart nacque, quinto di sei figli a Strasburgo il 6 settembre 1854, da Marie Charles François Hubert Picquart (musicista, morto nel 1865) e Louise Henriette Mélanie Debenesse, fervente cattolica; nonostante ciò in seguito Georges si dichiarerà agnostico. Nato in una famiglia di antiche origini lorenesi, suo nonno era comandante della piazza militare di Strasburgo.
Nel 1856, la famiglia si trasferì per più di sei anni a Geudertheim, dove suo padre era appena stato nominato collaboratore diretto del colonnello Weitersheim, prima di tornare a Strasburgo. Vinse una borsa di studio presso la Scuola Imperiale di Strasburgo (ora Fustel-de-Coulanges High School). Dopo la perdita dell'Alsazia-Lorena nel 1871, Louise Picquart optò per la Francia all'inizio del 1872 per lei e i suoi figli e la famiglia lasciò l'Alsazia.
Dopo essersi diplomato, frequentò l'accademia militare di Saint-Cyr, classificandosi quinto su trecentoquattro. Divenne sottotenente del 20º reggimento di fanteria nel 1874, entrando nell'École d'application de l'état-major (classificandosi secondo su venticinque) e nel 1875 fu promosso tenente. Venne poi assegnato al 7º Reggimento dei Corazzieri come stagista e, poi, al 4º Reggimento degli Zuavi nel 1879, con il quale prestò servizio in Algeria fino al 1880. Ritornato in Francia, prestò servizio nella fanteria, nel 6º battaglione di cacciatori a piedi, e, sempre nel 1880, fu promosso capitano del 126º reggimento di fanteria, con il quale fece uno stage presso lo staff della 34ª Divisione (1882-1883); poi fu comandato nello staff del corpo di spedizione del Tonchino (1885-1888), dove fu notato dai superiori per le sue qualità.
Al suo ritorno in Francia, promosso maggiore, fu assegnato nel 1888 al 144º reggimento di fanteria e poi al 9º reggimento di fanteria.
Dal 1890 al 1893 fu professore di topografia alla l'École supérieure de guerre, dove ebbe tra i suoi allievi anche Alfred Dreyfus. Fino al 1896, quando fu coinvolto nella vicenda Dreyfus, fu oggetto della maggior parte delle lodi dalla gerarchia militare: "gentile e amichevole", intelligenza "superiore", educazione "perfetta" e cultura "molto ampia", "giudizio 'molto retto', moralità, condotta, abito 'perfetto', 'audace e buon comandante', 'robusto e prestante'".

### Il suo ruolo nell'Affaire Dreyfus
Nel 1895 venne chiamato a dirigere la Sezione Statistica (Servizio di Intelligence Militare) dal colonnello Jean Sandherr. Qui fu incaricato dal generale Raoul Le Mouton de Boisdeffre di cercare ulteriori prove contro il capitano Alfred Dreyfus, che era già stato condannato per tradimento. Personalmente convinto della sua colpevolezza, tuttavia, scoprì che le prove contro di lui erano state falsificate. In particolare, scoprì un pezzo di carta strappato, noto come il "piccolo blu", un telegramma inviato dall'addetto militare tedesco ad un ufficiale francese di nome Esterhazy.
Quando consultò le lettere di Esterhazy, scoprì che la calligrafia era identica e che il vero traditore era Esterhazy. Comunicò allora questi risultati ai suoi superiori, che si rifiutarono di riaprire il caso. Su consiglio del generale Charles-Arthur Gonse, Picquart fu inviato - dopo la promozione, il 6 aprile, a tenente colonnello - in un tour di ispezione dal ministro della guerra Jean-Baptiste Billot. Poi fu trasferito a Sousse in Tunisia (4º reggimento algerino dei Cannonieri). Temendo che sarebbe morto in un incidente o in una battaglia, scrisse una memoria sui fatti che aveva ricostruito e la trasmise a Parigi.
Nel frattempo, Esterhazy chiese di aprire un procedimento penale militare per dimostrare la sua innocenza. Il processo si svolse a porte chiuse e fu diretto contro Picquart: il giudice designato dovette ricordare al generale de Pellieux che Picquart non era l'imputato. Esterhazy fu scagionato all'unanimità e Picquart fu arrestato per aver fatto trapelare segreti di Stato e falsificato prove. Fu per questo imprigionato per 60 giorni nella fortezza di Mont Valérien.
Picquart fu quindi portato davanti a un comitato d'inchiesta nel 1898, che lo riformò per cattiva condotta grave; il 26 febbraio 1898 una decisione presidenziale approvò questa misura disciplinare. Accusato di aver fabbricato le prove contro Esterhazy, fu imprigionato per quasi un anno. I dreyfusards ne fecero un eroe, come Octave Mirbeau che scrisse nella prefazione al Tributo degli Artisti a Picquart (febbraio 1899): «Dal momento che Dreyfus era stato condannato, colpevole di essere innocente, sapeva che Picquart sarebbe stato condannato, doppiamente colpevole di una doppia innocenza: quella di Dreyfus e la sua».
Il 1º giugno 1898 il nuovo ministro della guerra, Godefroy Cavaignac, tenne un discorso alla Camera dei deputati in cui confermò tutte le accuse contro Dreyfus. Nel mese di settembre Picquart fu arrestato e portato nella prigione militare Cherche-Midi di Parigi dove trascorse i successivi 11 mesi. Il processo contro di lui iniziò il 26 novembre, concludendosi con un verdetto di colpevolezza. Tuttavia, il verdetto fu sospeso l'8 dicembre. Dopo il processo di Rennes, che confermò la condanna a Alfred Dreyfus, "azzerato dai [suoi] pregiudizi e passioni", come scrisse elegantemente Mathieu Dreyfus, si separò dai Dreyfus perché in disaccordo con la decisione della famiglia di chiedere la grazia per Alfred.

### Generale e ministro
Picquart fu riabilitato lo stesso giorno di Dreyfus, il 15 luglio 1906; nello stesso anno fu nominato generale di brigata. Comandò quindi la 10ª divisione di fanteria, dove fu assistito dal comandante Mordacq al quartier generale. Divenne ministro della guerra tre mesi dopo la riabilitazione, nel primo governo di Clemenceau (25 ottobre 1906 - 23 luglio 1909). Al termine del mandato ministeriale prese nel 1910 il comando del 12º Corpo d'Armata ad Amiens.
Morì il 19 gennaio 1914, alla vigilia della prima guerra mondiale, a causa di una caduta da un cavallo in Piccardia (che gli causò un edema al volto, che lo portò al soffocamento). Il governo prese in considerazione l'ipotesi di tenere un funerale nazionale per onorarlo per il suo ruolo nella vicenda Dreyfus e quale ex ministro della guerra, ma non se ne fece nulla, in accordo con i suoi ultimi desideri, come riportato nel suo testamento: "Poiché non appartengo ad alcuna confessione religiosa, mi oppongo assolutamente alla celebrazione di qualunque cerimonia di culto al mio funerale".
I funerali si svolsero il 21 gennaio ad Amiens, in ambito familiare; poi le sue ceneri furono riportate a Parigi e depositate nel cimitero di Père-Lachaise per un tributo nazionale ufficiale. Il 23 settembre 1919, dopo il ritorno della città alla Francia, le sue ceneri furono trasferite a Strasburgo e riposte con onori militari al cimitero di Saint-Urbain. È commemorato dalla Rue du Général Picquart a Strasburgo e dalla Place Marie-Georges Picquart a Geudertheim.
Picquart fu un amante delle arti e delle lettere: andava a teatro, concerti e mostre di pittura e frequentava fiere d'arte. In particolare, frequentò il salone musicale del fratello di Georges Clemenceau, Paul Clemenceau e di sua moglie Sophie Szeps, frequentato anche da Maurice Ravel, Paul Painlevé, Marya Freund, Alfredo Casella, dalla contessa Greffulhe e Gustav Mahler. Era appassionato di letteratura e filosofia tedesca e membro della Ligue des droits de l'homme fondata nel 1898. Sottoscrisse i Cahiers de la Quinzaine, una pubblicazione di riflessione filosofica, culturale e umanistica diretta da Charles Péguy. Picquart era un ospite abituale della famiglia Chaigneau, le cui figlie formarono il Trio Chaigneau.

### Carriera militare
- 1874: sottotenente
- 1876: tenente
- 1880: capitano
- 1888: comandante di battaglione
- 1896: tenente colonnello
- 1898: riformato
- 1906: reintegrato e nominato generale di brigata con effetto retroattivo dal 1903
- 1906: generale di divisione

## Nei media
- Nel film L'affare Dreyfus (I Accuse!), diretto nel 1958 da José Ferrer, Picquart è interpretato da Leo Genn.
- Nel film Prigionieri dell'onore (Prisoner of Honor), diretto nel 1991 da Ken Russell, Picquart è interpretato da Richard Dreyfuss.
- Nel film L'ufficiale e la spia (J'Accuse!), diretto nel 2019 da Roman Polański, Picquart è interpretato da Jean Dujardin.